# 112 Puppis
112 Puppis (n Puppis) é uma estrela na direção da Puppis. Possui uma ascensão reta de 07h 34m 19.10s e uma declinação de −23° 28′ 29.0″. Sua magnitude aparente é igual a 5.87. Sua magnitude absoluta é igual a ?.